# راسيل آدامز (صحفي)
راسيل آدامز (بالإنجليزية: Russ Adams)‏ هو صحفي ومصور أمريكي، ولد في 30 يوليو 1930 في ورسستر في الولايات المتحدة، وتوفي في 30 يونيو 2017.

## وصلات خارجية
- روس آدامز على موقع قاعة مشاهير كرة المضرب الدولية (الإنجليزية)